# مراد البنغالي
شيخ مراد الحنفي البنغالي (بالبنغالية: মাওলানা মুরাদ মক্কী)‏ المعروف بمولانا مراد كان عالمًا ومعلمًا إسلاميًا مقيمًا في مكة خلال الفترة التركية.

## سيرة شخصية
وُلِد مراد في القرن 12 هـ في البنغال. بعد معركة فلاشي عام 1170هـ وما تلاه من صعود للسلطة الاستعمارية البريطانية، أصبح بعض المسلمين البنغاليين مثل مراد الحنفي قلقين للغاية لدرجة أنهم اتخذوا قرار الهجرة إلى الأراضي الإسلامية مثل الدولة العثمانية.
استقر مراد الحنفي في مكة المكرمة وأصبح معروفًا بكونه عالمًا إسلاميًا واسع المعرفة، ولهذا تمت الإشارة إليه بالبادئة الشرفية لمولانا.
في عام 1799 ميلادي، هاجرت مجموعة من البنغاليين، بما في ذلك مولانا بشارة علي وشريعة الله التعلقدار البالغ من العمر 18 عامًا، إلى مكة وعُرضت عليهم الإقامة في منزل الشيخ مراد الحنفي. درّس مراد الفقه والأدب العربي  وتاريخ الإسلام لشريعة الله لمدة عامين.

## أنظر أيضا
- بنغلاديشيون في الشرق الأوسط